# Topaz Solar Farm
Topaz Solar Farm — фотоэлектрическая станция, расположенная в штате Калифорния, США. Строительство началось в октябре 2011 г. Электростанция поставляет электричество потребителям с февраля 2013 г. Станция полностью введена в эксплуатацию в ноябре 2014 года. На момент окончания строительства стала самой мощной достроенной фотоэлектрической станцией в мире. Стоимость проекта составила 2 миллиарда долларов США.
Общая установленная мощность Topaz Solar Farm составляет 550 мегаватт. Для генерации электричества используется 9 миллионов тонкослойных фотоэлектрических модулей. Строительство и производство фотоэлектрических модулей осуществляются американской компанией First Solar.
Вырабатываемая электроэнергия продается Pacific Gas and Electric за USD 138,99/МВт⋅ч.
Topaz Solar Farm наряду с другими проектами возобновляемой энергии реализуется в рамках цели штата Калифорния — обеспечить получение 33 % потребляемой электроэнергии из возобновляемых источников к 2020 году.

## Галерея

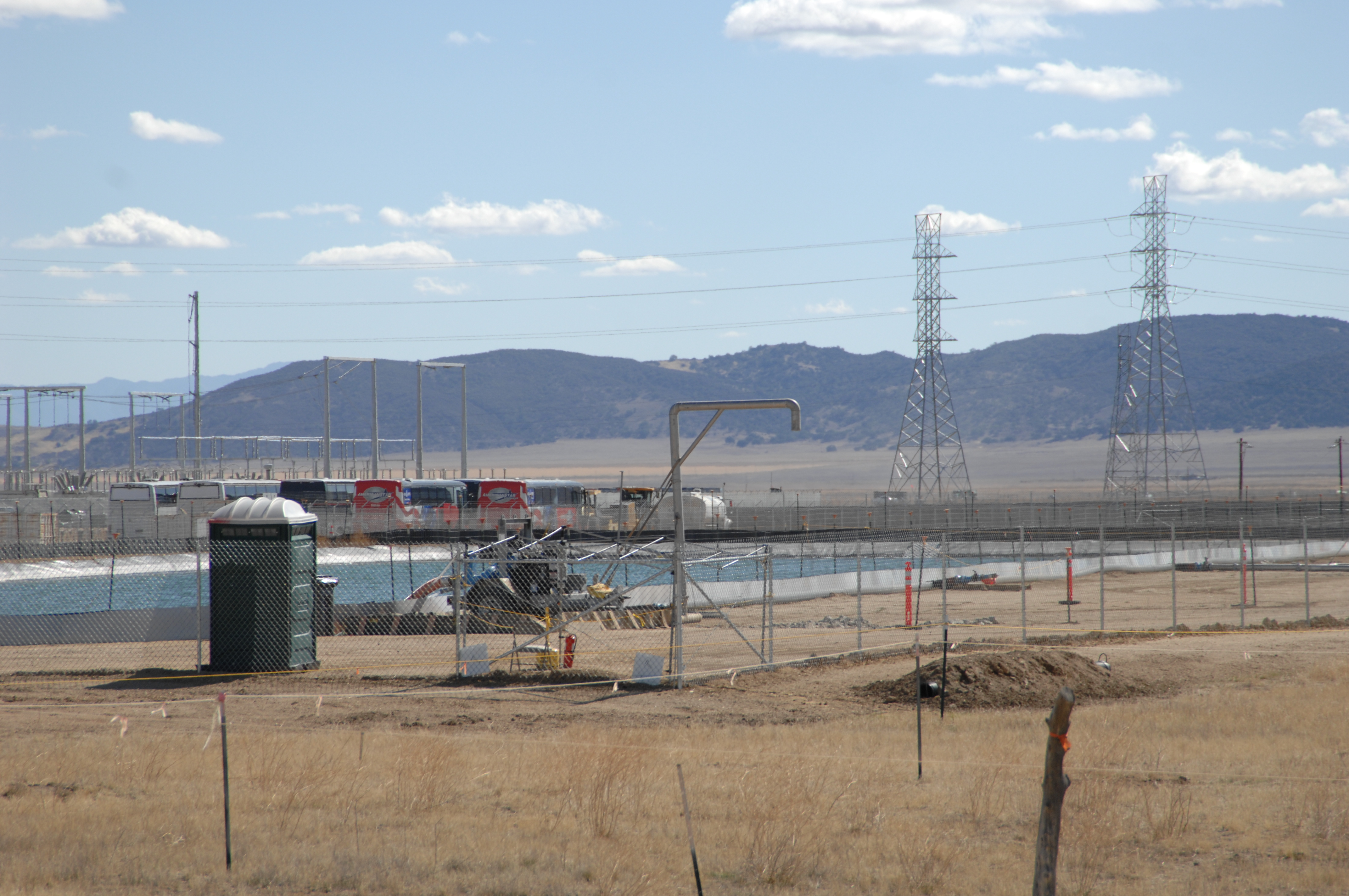
октябрь 2012 года
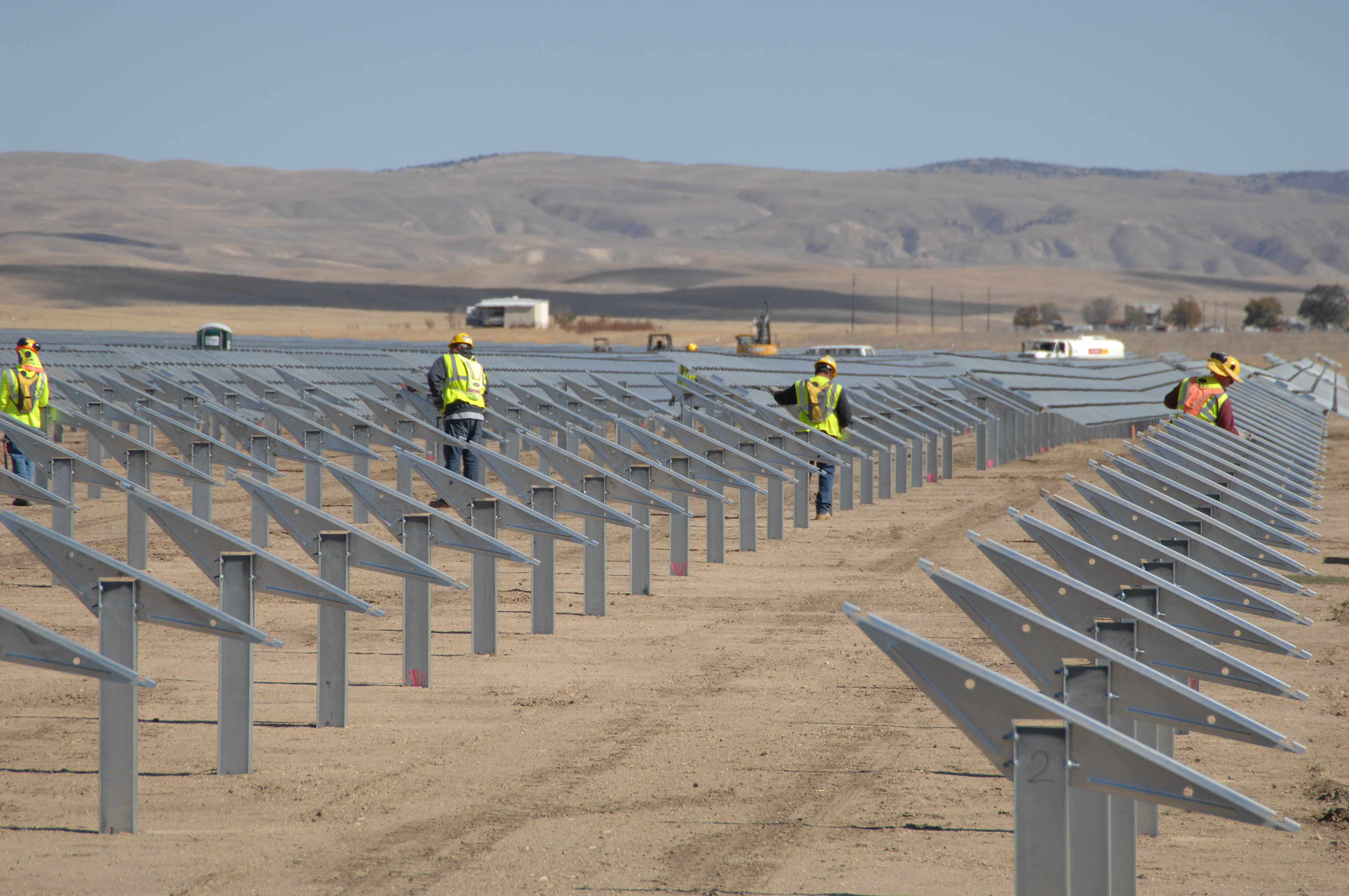
Строительство станции в 2012 году
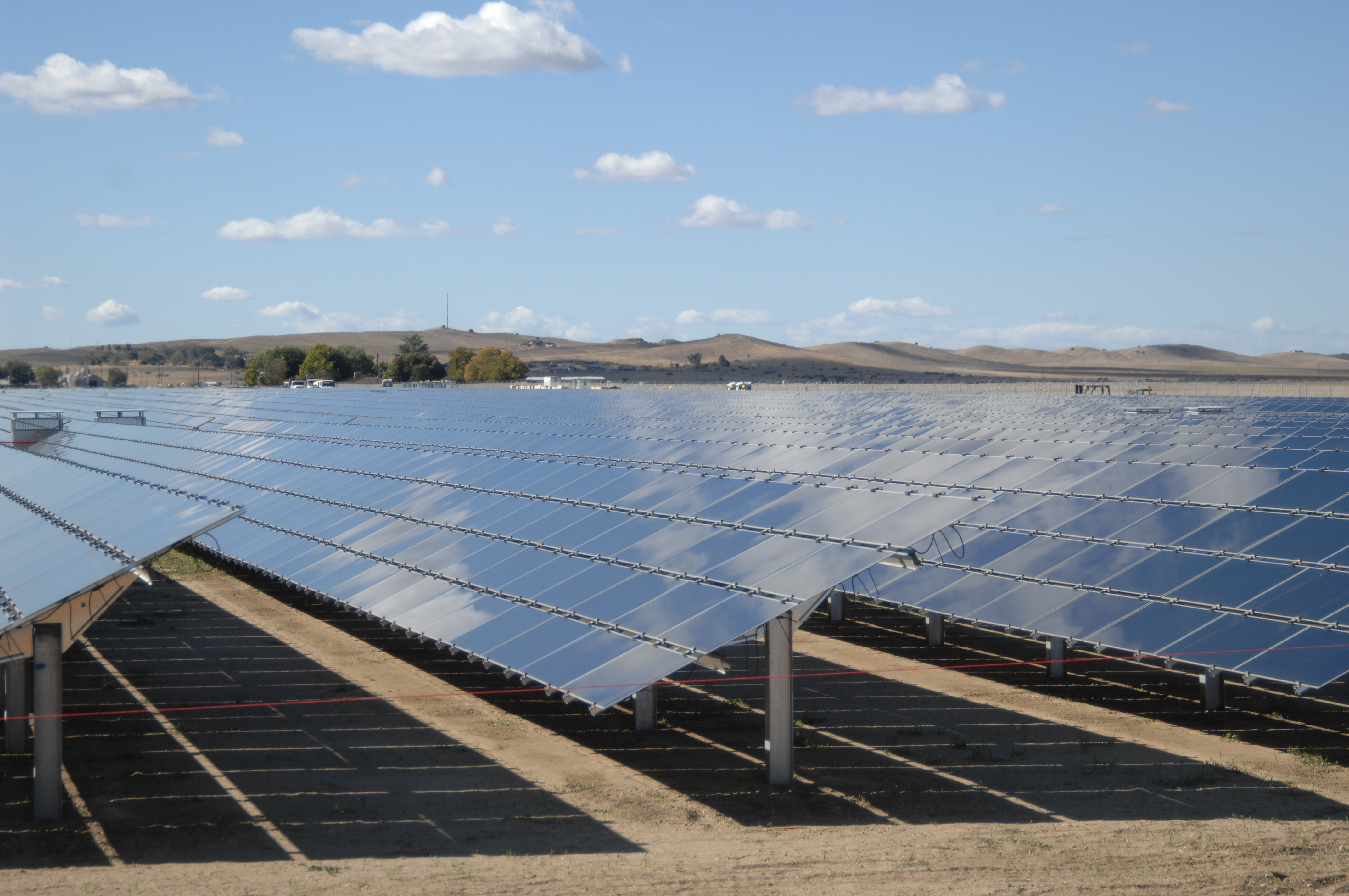
Солнечные панели на Topaz Solar 1
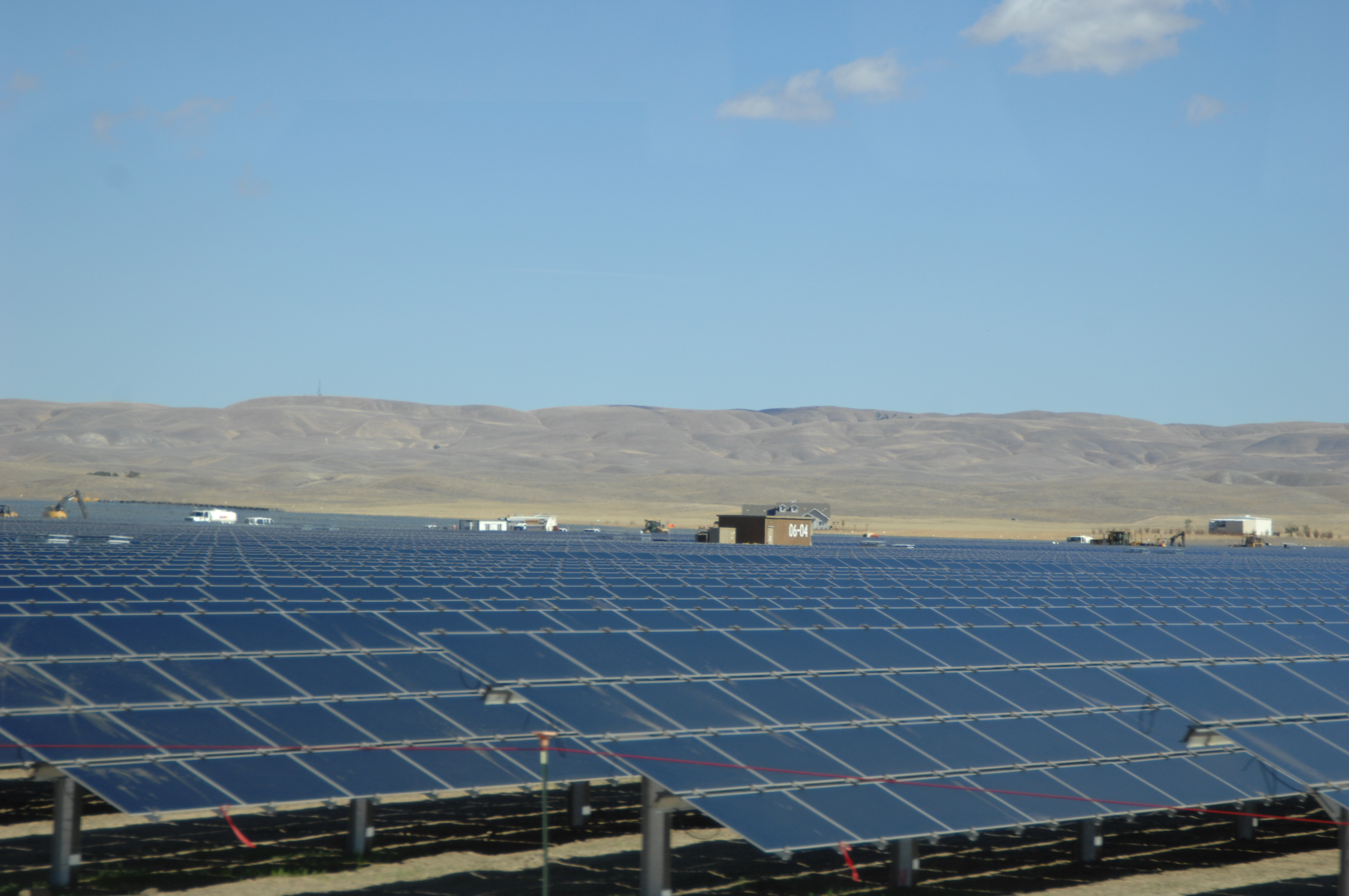
Солнечные панели на Topaz Solar 7

## Производство электричества
| Год   | Янв    | Фев    | Мар     | Апр     | Май     | Июн     | Июл     | Авг     | Сен     | Окт     | Ноя    | Дек    | Всего     |
| ----- | ------ | ------ | ------- | ------- | ------- | ------- | ------- | ------- | ------- | ------- | ------ | ------ | --------- |
| 2013  |        | 239    | 24 499  | 18 660  | 31 026  | 40 465  | 47 772  | 58 441  | 53 196  | 47 407  | 39 423 | 40 180 | 401 308   |
| 2014  | 38 484 | 36 044 | 72 444  | 87 330  | 97 239  | 109 860 | 106 256 | 119 100 | 119 484 | 113 417 | 93 074 | 60 641 | 1 053 373 |
| 2015  | 89 635 | 92 946 | 108 651 | 114 967 | 103 163 | 123 704 | 130 249 | 133 000 | 120 634 |         |        |        |           |
| Total | Total  | Total  | Total   | Total   | Total   | Total   | Total   | Total   | Total   | Total   | Total  | Total  | 1 745 913 |